# Národní vlastenecká strana
Národní vlastenecká strana Chorvatska (chorvatsky Domovinska građanska stranka, zkr. DGS) je někdejší chorvatská mimoparlamentní pravicová politická strana, jejímž cílem bylo obnovení monarchie v Chorvatsku.

## Historie
Stranu založil Drago Mintas 21. června 1992 s odkazem na program a ideje chorvatské Strany práva dr. Ante Starčeviće.
Strana byla nuceně zrušena 14. března 2007 úřední cestou z rozhodnutí chorvatského Ministerstva veřejné správy. 

## Stanovy strany
Strana prosazovala následující základní principy:
- ochrana lidských práv bez ohledu na národnost či náboženské vyznání
- rozvoj Chorvatska v demokracii a svobodě s cílem blahobytu občanů a spokojené společnosti, podpora lidské činnosti a potřeb, duchovní, morální i politická přeměna Chorvatska prostřednictvím národního usmíření
- suverenita národa
- návrat k chorvatským národním tradicím a historickým kořenům obnovou Chorvatského království s monarchickým státním zřízením
- právní stát a nezávislé soudnictví
- razvoj národního vědomí
- svoboda vyznání
- péče o rodinu a mateřství
- sociální spravedlnost
- hospodářský rozvoj a rozvíjení spolupráce v Jaderském regionu